# Dreieinigkeitskirche (München)

Dreieinigkeitskirche

Innenansicht mit Blick zum Chor

Die Dreieinigkeitskirche (ⓘ) ist eine evangelisch-lutherische Kirche im Münchner Stadtteil Bogenhausen. Die Anschrift ist: Wehrlesstraße 8 (die Straße ist nach dem 1944 hingerichteten Kaplan an der benachbarten katholischen Kirche Heilig Blut Hermann Josef Wehrle benannt).

## Geschichte
Im Jahr 1930 wurde im durch Zuzüge rasch gewachsenen Bogenhausen eine Notkirche für die dortigen evangelisch-lutherischen Gläubigen errichtet.
Die evangelisch-lutherische Bevölkerung im Stadtteil Bogenhausen gehörte allerdings noch zwei weitere Jahre zur Pfarrgemeinde St. Johannes in Haidhausen. Schon 1936 konnte, auch mit Hilfe von Spenden aus der Bogenhauser Gemeinde, ein Neubau in historisierendem Stil mit Zwiebelturm nach Plänen von Horst Wünscher begonnen werden. Der erste Gottesdienst in der neuen Dreieinigkeitskirche fand am 19. September 1937 statt. Nachdem bereits zu Beginn der 1940er Jahre drei der Glocken für Rüstungszwecke im Zweiten Weltkrieg eingeschmolzen worden waren, wurde die Kirche durch Bomben stark beschädigt.
Nach dem Krieg wurden die Schäden beseitigt und ein Gemeindesaal errichtet. Da der Stadtbezirk Bogenhausen durch die Erschließung neuer Gebiete weiter östlich beständig weiter wuchs, wurde zunächst eine Erweiterung der Kirche geplant, jedoch nach Bau neuer evangelischer Kirchen wieder verworfen; unter anderem entstanden die Nazarethkirche in der Parkstadt Bogenhausen und die Immanuelkirche in Bogenhausen-Denning. Die Dreieinigkeitskirche ist noch heute für den Bereich Alt-Bogenhausen seelsorgerisch zuständig. Der Kirchgarten wurde 1983 neu gestaltet. Seit November 2007 steht an einer Mauer vor der Kirche eine Gedenktafel an die jüdischen Opfer des Nationalsozialismus in München-Bogenhausen.

## Orgel

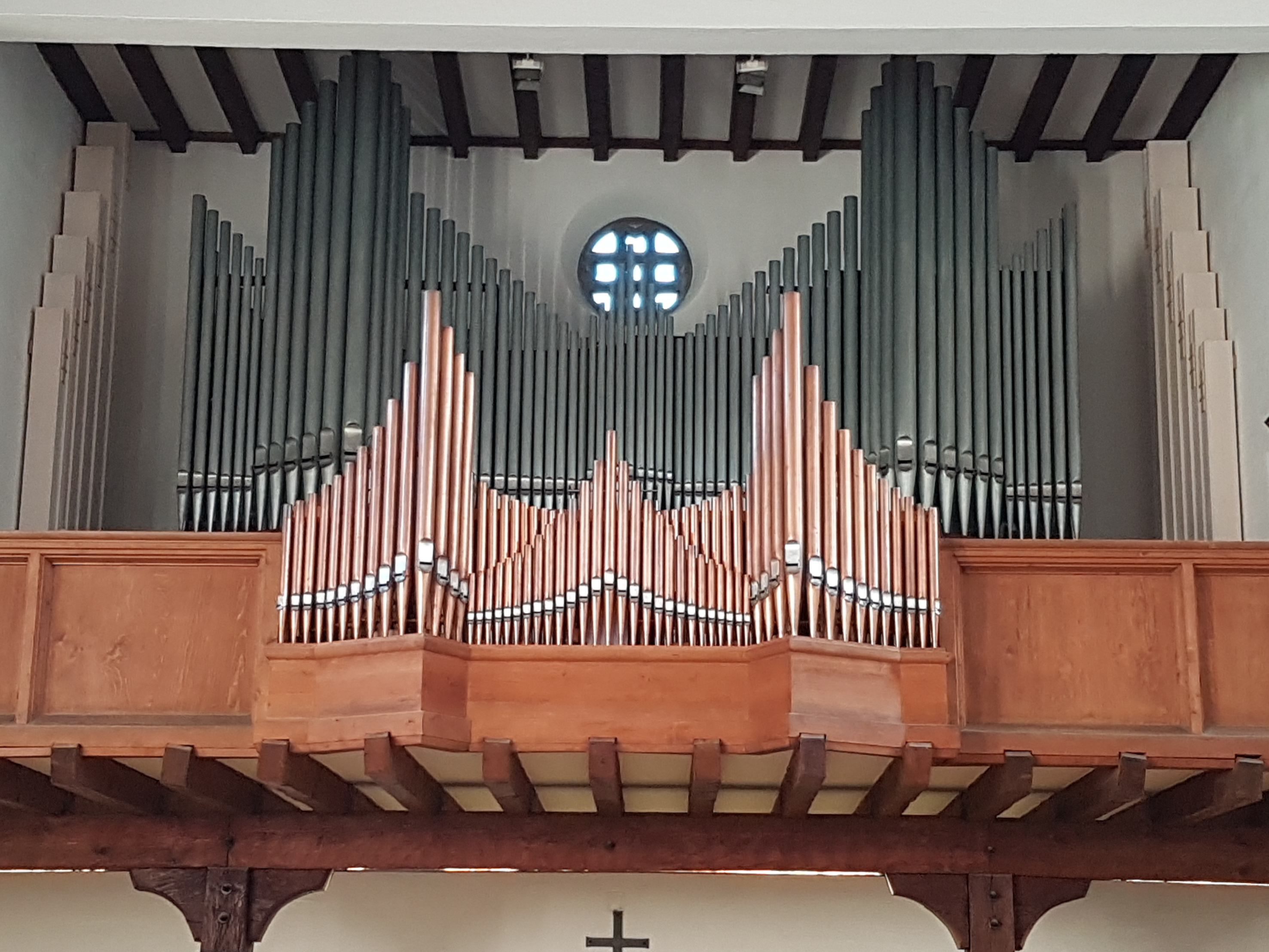
Orgel

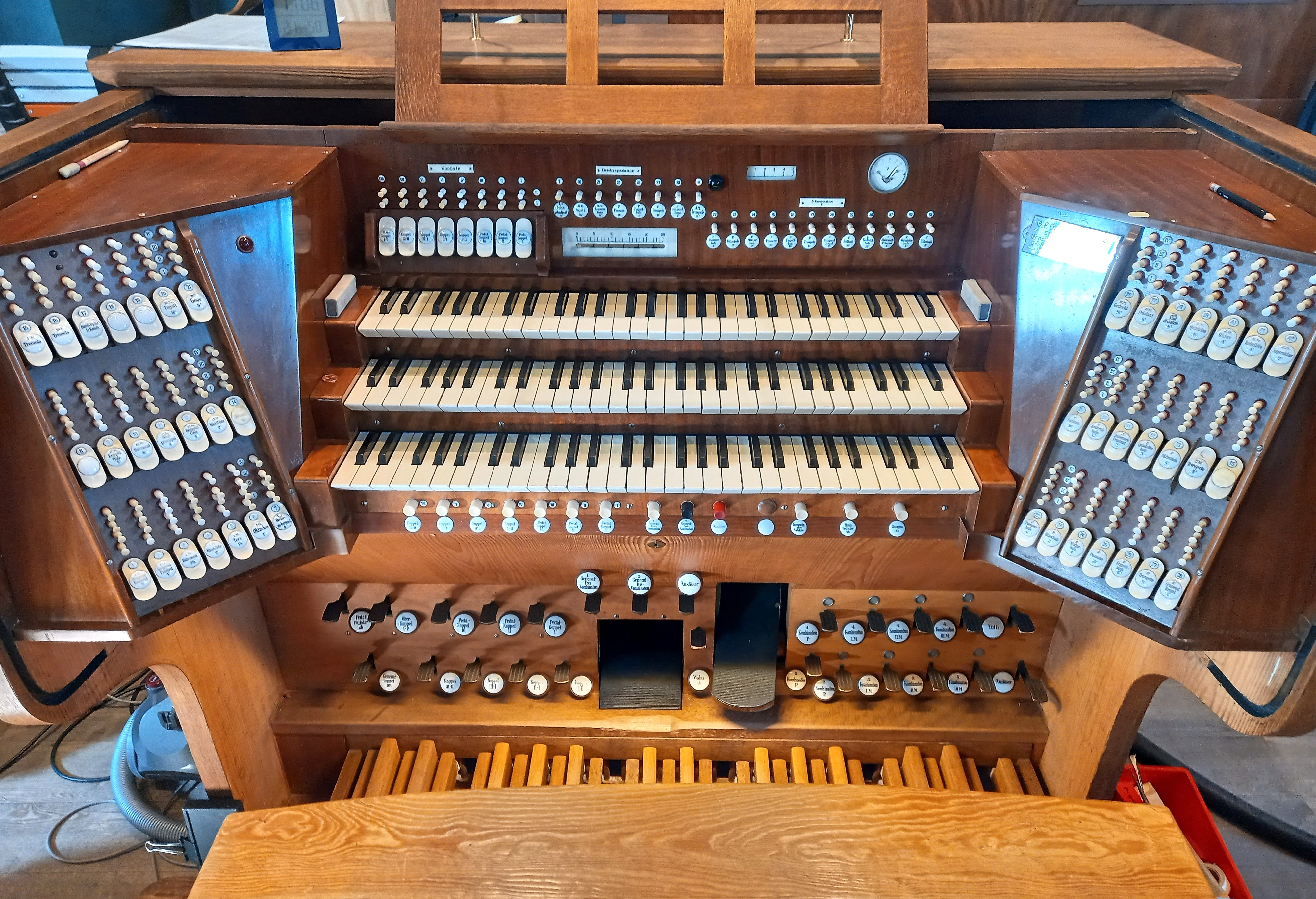
Historischer Spieltisch

Die Orgel wurde 1937 als Opus 1642 vom Orgelbauunternehmen Steinmeyer mit 35 Registern auf drei Manualen und Pedal mit Taschenladen und elektropneumatischen Spiel- und Registertrakturen gebaut. Sie erhielt einen fahrbaren Spieltisch. 1967 wurde sie durch die Erbauerfirma im neobarocken Sinne umgebaut und erweitert. 2023 fand eine Revision und klangliche Umgestaltung mit dem Vorbild des ursprünglichen Zustands durch die Firma Schuke (Berlin) statt. Dabei wurde ein weiterer fahrbarer Spieltisch mit moderner Setzeranlage installiert. Heute hat sie 34 klingende Register. Die Disposition lautet:
| I Rückpositiv C–g3 |        |      |
| Singend Gedackt    | 8′     |      |
| Geigend Praestant  | 4′     |      |
| Rohrnasat          | 2 ⁄3′  |      |
| Blockflöte         | 2′     |      |
| Terz               | 1 3⁄5′ |      |
| Oktävlein          | 1'     | 2023 |
| Rohrschalmei       | 8′     |      |
| Tremulant          |        |      |

| II Hauptwerk C–g3 |       |      |
| Gedeckt           | 16′   |      |
| Praestant         | 8′    |      |
| Viol di Gamb      | 8′    | 2023 |
| Quintatön         | 8′    |      |
| Oktave            | 4′    |      |
| Rohrflöte         | 4′    |      |
| Quinte            | 2 ⁄3′ | 2023 |
| Superoktave       | 2′    |      |
| Mixtur V          | 1 ⁄3′ |      |
| Trompete          | 8′    |      |

| III Schwellwerk C–g3 |      |      |
| Koppelflöte          | 8′   |      |
| Salicional           | 8′   |      |
| Weitprinzipal        | 4′   |      |
| Kleingedeckt         | 4′   |      |
| Waldflöte            | 2′   |      |
| Scharff III-V        | 1⁄2′ |      |
| Fagott               | 16′  |      |
| Oboe                 | 8′   | 2023 |
| Tremulant            |      |      |

| Pedal C–f1       |     |        |
| Prästantbaß      | 16′ | 2023   |
| Subbaß           | 16′ |        |
| Gedecktbaß       | 16′ | Trans. |
| Ital. Prinzipal  | 8′  |        |
| Quintatönbaß     | 8′  | Trans. |
| Pommerbaß        | 4′  |        |
| Oktavbaß         | 4′  | Trans. |
| Pedalmixtur IV-V | 2'  |        |
| Oktavbaß         | 2′  |        |
| Posaune          | 16′ |        |
| Fagottbaß        | 16′ | Trans. |
| Trompete         | 8′  |        |
| Singend Regal    | 2′  |        |

- Koppeln: III/II, III/I, II/I, I/II, III/P, II/P, I/P, Superoktavkoppel I/P
- Spielhilfen (historischer Spieltisch): Crescendo, Crescendo ab, 4 freie Kombinationen, 1 Pedalkombination, Tutti, Generalkoppel, HR ab, Pedalregister ab, Zungeneinzelabsteller, Zungen ab

Anmerkungen
2023 = Umbau 2023
Trans. = Transmission

## Bemerkenswerte Kunstwerke
- Wandgemälde von Heinrich Brüne
- Kruzifix aus der Augsburger Schule um 1700
- Relief am Taufstein von  Ruth Speidel (1937)
- Pelikan-Motiv an der Kanzel, Relief von Adolf Rothenburger (1937)
- Skulptur von Martin Kieselstein in der Nische unweit der Kanzel[3]

## Partnergemeinde
Seit 1994 Chalowe, Südwest-Tansania; in der Süddiözese der ELCT, im Dekanat Ilembula/Makambako. Kommunikation über Briefe, SMS, E-Mail und Besuch dort (erstmals im November 2008 durch Dekan Herbert). Projekte: Kirchbau (inzwischen abgeschlossen), Stromversorgung, OFICHA = Orphans First in Chalowe, ein schulisches Förderprogramm für besonders bedürftige AIDS-Waisen im Grundschulalter an den Primary-Schools von Chalowe und Mtapa. Zweimal im Jahr Hilfsgütersammlung und -sendung (Nähmaschinen, Kinderkleider und -schuhe, technische Geräte und Werkzeuge, gebrauchte Handys und Sportgeräte). Pastor ist dort derzeit Simon Msambwa, Secretary of partnership derzeit Alfred Luswema.